# ماریا مالانوویچ نیه‌جیلسکا
ماریا مالانوویچ نیه‌جیلسکا (لهستانی: Maria Malanowicz-Niedzielska؛ ‏ ۳۰ نوامبر ۱۸۹۹ – ۸ اکتبر ۱۹۴۳) بازیگر اهل لهستان بود. او در دوران جنگ جهانی دوم مأمور ضداطلاعات ارتش میهنی بود که در غالب یک پیشخدمت کار می‌کرد و در اکتبر ۱۹۴۳ در جریان یکی از عملیات ارتش میهنی مورد اصابت گلوله قرار گرفت و کشته شد.